# الخيس
قرية الخيس هي إحدى القرى التابعة لمركز أبو حماد في محافظة الشرقية في جمهورية مصر العربية. حسب إحصاءات سنة 2006، بلغ إجمالي السكان في الخيس 6255 نسمة، منهم 3211 رجل و3044 امرأة.

## التاريخ
قرية الخيس من القرى القديمة، واسمها الأصلي وقت الفتح الإسلامي لمصر «سوخيت» (بالإنجليزية: Sokhit)‏، وقد وردت باسم «الخيس» في أعمال الشرقية ضمن قرى الروك الصلاحي التي أحصاها ابن مماتي في كتاب قوانين الدواوين. كما وردت باسم «الخيس» في أعمال الشرقية ضمن قرى الروك الناصري التي أحصاها ابن الجيعان في كتاب «التحفة السنية بأسماء البلاد المصرية». وفي العصر العثماني ورد اسم «الخيس» في التربيع العثماني الذي أجراه الوالي العثماني سليمان باشا الخادم في عصر السلطان العثماني سليمان القانوني ضمن قرى ولاية الشرقية، وفي تاريخ 1228هـ/1813م الذي عدّ قرى مصر بعد المسح الذي قام به محمد علي باشا باسم «الخيس» ضمن قرى مديرية الشرقية.